# Теодерикус де Хесенем
Теодерикус де Хесенем (на немски: Theodericus de Hessenem; † сл. 1129) е първият известен благородник от Хесен.

## Деца
Теодерикус има трима сина:
- Лудолф фон Хесен († сл. 1203)
- Дитрих фон Хесен († сл. 1226), баща на Фолрад фон Хесен († сл. 1252), Дитрих II фон Хесен († сл. 1255) и Лудолф фон Хесен († сл. 1221)
- Фолрад фон Хесен († сл. 1226), женен за жена († сл. 1219) и баща на деца († сл. 1219)